# Oberdan Pantana
Oberdan Pantana (Macerata, 9 giugno 1975) è un ex arbitro di calcio italiano.

## Carriera
Appartenente alla sezione AIA di Macerata. Viene promosso nella stagione 2000-2001 alla CAN PRO. In questa categoria dirige per tre stagioni.
Nella stagione 2004-2005 viene promosso nella CAN B, esordendo nella serie cadetta a Treviso, nella seconda giornata del campionato, il 18 settembre 2004, nella partita Treviso-Arezzo (1-4), in questa stagione dirige 15 partite di Serie B.
Nella stagione 2005-2006 viene promosso nella CAN A ed arriva l'esordio nella massima serie, ad Empoli nella terza giornata il 25 settembre 2005, nella partita Empoli-Lecce (1-0), in questa prima stagione dirige 7 partite di Serie A e 13 gare di Serie B. Nella stagione successiva dirige 8 partite di Serie A, l'ultima direzione il 7 aprile 2007, ed è stata la partita valida come 31ª giornata, Sampdoria-Torino (1-0)
Nella stagione 2007-2008 ha diretto solo in Serie B, chiudendo la carriera con la direzione di Rimini-Messina, arbitrata il 1º giugno 2008. Ha un consuntivo finale di 15 direzioni in Serie A e 58 presenze in Serie B.
Nel 2021 è stato nominato tra i responsabili della Commissione che si occupa di designare gli osservatori degli arbitri professionisti.